# Alicia Warrington
Alicia Warrington (Saginaw, 30 de agosto de 1980) é uma baterista e anunciadora de ringue de luta livre profissional americana. Ela tocou bateria para Kate Nash, Kelly Osbourne, Lillix, Hannah Montana, Uh Huh Her, Gore Gore Girls, Dawn Robinson, The All-Girl Boys Choir, The Dollyrots, The Bruises, Tracy Chapman, Selena Gomez, Colton Dixon, Chris Rene e outros.
Em dezembro de 2018, Warrington assinou contrato com a empresa de luta livre profissional WWE e começou a trabalhar para a marca NXT (usando o nome de ringue Alicia Taylor) como apresentadora do pós-show. A partir do episódio de 24 de abril de 2019 do NXT, ela passou a ser a anunciadora de ringue. Ela continuou a anunciar para o NXT até o episódio de 7 de maio de 2024, quando, três dias depois, assumiu o cargo de anunciadora de ringue do SmackDown. Em 6 de janeiro de 2025, no episódio do Raw, Warrington se tornou a anunciadora de ringue do programa.

## Início de vida
Crescendo em Saginaw, Michigan, Alicia Warrington queria ser ou música ou lutadora profissional. "Minha mãe começou a me levar para os shows de luta quando eu tinha quatro anos," diz Alicia. "A maioria das crianças queria ir ao circo – eu queria ir aos shows de luta. Eu até tinha todos os bonecos de ação."
Warrington foi criada em uma casa monoparental e cresceu ouvindo músicas de todos os tipos de gêneros. "Cresci com meus avós tocando música polca em casa, minha mãe sempre tinha R&B e rock clássico (Anita Baker até The Beatles), minha irmã estava proibindo fitas do Ozzy em nossa casa, e meu tio estava me empurrando Queensrÿche, Dokken e Quiet Riot. Eu amo MÚSICA. Ponto final. Se for boa, eu vou ouvir, vou tocar e vou ser influenciada por ela — de uma forma ou de outra. Cresci ouvindo absolutamente tudo e hoje, você vai encontrar [justamente isso] na minha coleção. Eu gosto de tudo, de En Vogue a Lamb of God."
Por volta dos 11 anos, Warrington aprendeu sozinha a tocar bateria no kit de bateria de seu tio, observando e ouvindo outros bateristas. Ela aprendeu músicas tocando junto com fitas cassete de suas bandas favoritas. Quando adolescente, Warrington se apresentou em bandas de metal e punk em Michigan e começou a fazer turnês aos 15 anos. Depois de dois anos na faculdade, Warrington fez as malas, pegou seu carro e se mudou sozinha para Los Angeles.

## Carreira
Warrington teve sua grande oportunidade em 2002, quando substituiu o baterista de Kelly Osbourne no reality show de sucesso da MTV, "The Osbournes". Warrington se apresentou em diversos shows de premiação e programas de televisão com Osbourne, além de ter feito turnês em mais de 11 países, com os companheiros de banda Devin Bronson, Josh Paul e Mat Dauzat. Ela também apareceu no álbum de Kelly de 2003, Changes, assim como no DVD Kelly Osbourne: Live at the Electric Ballroom.
Warrington deu continuidade a esse sucesso tocando bateria para artistas pop canadenses como Lillix, para a mega-série da Disney Hannah Montana, Selena Gomez, Dawn Robinson das Funky Divas dos anos 90 En Vogue, Uh Huh Her com Leisha Hailey, Gore Gore Girls, Colton Dixon do American Idol e, a partir de março de 2012, Chris Rene do The X Factor.
Em 2015, ela começou sua própria banda solo de Death Metal chamada Dohrn, onde também é baixista, guitarrista, vocalista, tecladista, além de baterista e vocalista.
Em 2018, ela foi convidada como convidada especial para o Survivor Series por Tom Phillips. Embora não tenha comparecido, mais tarde ela se tornou anunciadora de ringue. Dentro de um ano após assumir o cargo, Triple H permitiu que ela reintroduzisse seu estilo de Death Metal na forma como ela fazia os anúncios.

## Endossos/Configuração
Warrington é endossada por Ludwig Drums, Paiste Cymbals, Aquarian Drumheads, Vic Firth Sticks e daBeat.
Ludwig Maple

Tom de 12"

Tom de chão de 18"

Bumbo de 22"

Caixa de latão martelada de 6x14"

Caixa lateral épica de 6x10"
Paiste Cymbals

Hi-Hats completos de 14" da coleção Twenty Custom Collection

Crash fino suíço de 18" Alpha

Crash completo de 19" Signature

Crash de 20" 2002 Crash

Ride de 22" Twenty Custom Collection ou Ride de 22" Signature Blue Bell (alternativo)
Aquarian Drumheads

Pele Coated Hi-Velocity (para a caixa principal), Pele Coated Studio-X (para a caixa lateral), Pele Coated Response 2 (para os toms), Pele Impact 3 ou Super Kick 2 (para o bumbo).
Vic Firth Sticks

Assinatura Gavin Harrison ou American Classic Rock

## Discografia
Warrington participou amplamente de:
DOHRN – Levels Of Hate (Single 2015)

DOHRN – Becoming The Disease (Single 2015)

Light FM – Voices in My Head (2013)
The Dollyrots – One Big Happy (2012)
The Dollyrots – Have A Crappy Summer (2012)
The All-Girl Boys Choir – electric. (2011)
The All-Girl Boys Choir – Walking Miracles (2009)
Uh Huh Her – I See Red (2007)
Kelly Osbourne: Live at the Electric Ballroom (2004) DVD
The Bruises – Ladies and Gentlemen...The Bruises! (2004)
Kelly Mantle – Starstruck Obsession (2004)
Kelly Osbourne – Changes (2003)
The Otterpops – Earth Science Club (2001)
Fudgegun – Behind Closed Doors (1998)
Fudgegun – If You Could See My Office (1997)
Dropping the Messiah – Knowledge For Its Own Sake (1995)
Purgatory – Ripping Your Mind Apart (1994)